# Йованович, Никола (футболист)
Никола Йованович (черног. Никола Јовановић / Nikola Jovanović; 18 сентября 1952, Цетине, СФРЮ) — югославский черногорский футболист, игравший на позиции защитника.

## Карьера

### Клубная
Игра Никола Йовановича за белградский клуб «Црвена Звезда» способствовала его переходу в английский «Манчестер Юнайтед» в 1980 году, таким образом Йованович стал первым югославским игроком в английском клубе топ-уровня. Кроме того, он вошёл в историю, как первый футболист «Манчестер Юнайтед», купленный из клуба, находящегося не на Британских островах. Также сумма трансфера в 300 тысяч фунтов была одной из крупнейших для того времени. Однако Йованович не смог оправдать свою высокую трансферную стоимость, начав к концу своего первого сезона в Англии страдать от болей в спине. Вскоре он вернулся в Югославию, в клуб «Будучност».

### В сборной
Йованович попал в состав сборной Югославии на Чемпионате мира 1982 года. Из 3-х матчей Югославии на турнире Йованович появлялся в стартовом составе команды во всех трёх: в играх против сборных Северной Ирландии, Испании и Гондураса.

## Достижения
Црвена Звезда
- Чемпион Югославии (2): 1976/77, 1979/80

Манчестер Юнайтед
- Обладатель Кубка Англии (1): 1982/83